# Hyundai Motor Company
Hyundai Motor Company es el mayor fabricante surcoreano de automóviles. Su sede principal está en la prefectura de Yangjae-Dong en la ciudad de Seocho-Gu en Seúl. Es el sexto fabricante de automóviles más grande del mundo. El logo de Hyundai es una "H" estilizada que simboliza a dos personas, la compañía y los clientes, mientras que su lema es "Drive your way", que se traduce como "conduce tu destino", pero a partir de 2017 lo actualizó a "Now and Forever", que traducido al español sería "Ahora y para Siempre".
Hyundai produjo 2 462 677 vehículos en 2006 y ocupó el 10.º lugar en el ranking mundial de OICA. En 2007 Hyundai volvió a tener excelentes calificaciones en la encuesta de calidad inicial de JD Power, uno de los indicadores más respetados de la industria y que mide el desempeño de los autos y la satisfacción de los clientes durante los primeros tres meses de uso. Hyundai se codeó en los primeros puestos con marcas como Porsche y Lexus. La marca coreana fabrica desde subcompactos hasta sedanes de lujo, pasando por minivans y camionetas SUV de distinto tamaño. Además de sus instalaciones en Corea del Sur tiene fábricas en Estados Unidos, India, China, República Checa, Turquía, Brasil donde solo se produce el utilitario HR que luego se ampliará también con el SUV Tucson.
Entre las novedades de 2007 estuvo el ingreso del sedán de lujo Azera/Grandeur, de la SUV familiar Veracruz y del deportivo Coupe/Tiburon/Tuscani.
En 2016 lanzaron su división de lujo Genesis.

## Historia
En coreano, la palabra hyundai (en hangul, 현대; romanización revisada, Hyeondae; pronunciado [hjə́ːndɛ]) significa modernidad. La marca fue creada en 1967 por Chung Ju-yung, figura dominante de la economía coreana desde 1960 hasta su muerte, en el 2001. Hyundai construyó su primer automóvil en 1968, el sedán compacto Cortina, bajo licencia de Ford. En 1975, realizó su primer modelo propio, el Pony, en colaboración con Mitsubishi y la firma Italdesign de Turín. Actualmente, Hyundai posee uno de los centros de investigación y desarrollo más respetados de la industria.
En la década de 1990, Corea del Sur sufrió una grave crisis financiera que afectó también a la industria automotriz implicando la quiebra de Daewoo (que ahora pertenece a General Motors). Hyundai remontó la crisis, pero se vio obligado a dividir sus numerosas operaciones (construcción, banca, petroquímica, logística, astilleros, etc.) en 5 empresas independientes. Una de ellas, la de mayor proyección internacional, es el Grupo Automotriz Hyundai que ahora incluye a la marca Kia Motors; como nota curiosa decir que para poder sobrevivir decidieron darlo todo por un nuevo coche que salvase la empresa, el Hyundai Coupé, para ello se encargó a Pininfarina el diseño del coche, a Mitsubishi el diseño del motor, y a Porsche la puesta a punto de la suspensión y frenos, con ese gran esfuerzo crearon el primer deportivo accesible, y se convirtió en coche del año y coche más vendido en la mayoría de países donde fue vendido.

## Compañías pertenecientes al Grupo Hyundai
- Kia Motors
- Hyundai Mobile
- Hyundai Electric
- Hyundai Electronics
- Porcentaje de Mitsubishi sobre Hyundai
- Hyundai Translead
- Hyundai Wia

## Modelos de la marca

### Coches
| Rango | Modelo                   | Ventas globales |
| ----- | ------------------------ | --------------- |
| 1     | Tucson                   | 476 834         |
| 2     | Elantra/Avante/i30 Sedan | 380 907         |
| 3     | Creta/ix25               | 313 693         |
| 4     | i10/Xcent/Aura           | 245 611         |
| 5     | Kona/Encino/Kauai        | 233 170         |
| 6     | Santa Fe                 | 221 230         |
| 7     | Venue                    | 185 720         |
| 8     | Accent/Verna/Solaris     | 184 286         |
| 9     | Sonata                   | 158 361         |
| 10    | Palisade                 | 157 688         |

Su sedán más vendido, según los datos de ventas de la empresa en 2021, fue el Elantra (Avante en Corea del Sur), que registró 380 907 unidades. Este modelo fue producido en varias plantas, incluso en Corea del Sur, Estados Unidos, China, entre otras. Otro modelo de sedán popular es el Accent/Verna, que es popular en mercados emergentes como China, India, Medio Oriente y mercados desarrollados como Norteamérica. Este modelo dejó de producirse en Corea del Sur en 2019, ya que su base de producción se trasladó a México e India.
Otros modelos de sedán son el Sonata de tamaño mediano, el Grandeur ejecutivo y varios modelos orientados a China que consisten en Reina, Celesta, Lafesta y Mistra.
Algunos modelos hatchback desarrollados por Hyundai se han dividido en modelos desarrollados para atender el mercado indio y el mercado europeo. Tanto el i10 como el i20 son modelos fabricados en India y Europa, con varios cambios entre las versiones india y europea para garantizar que el modelo se adapte a cada mercado. Otros modelos hatchback incluyen el Santro de nivel de entrada introducido por primera vez en 1998 para el mercado indio, el segmento C i30 para mercados desarrollados, el HB20 para el mercado brasileño y la versión hatchback del Accent para mercados fuera de India y Europa.

### Crossovers/SUVs

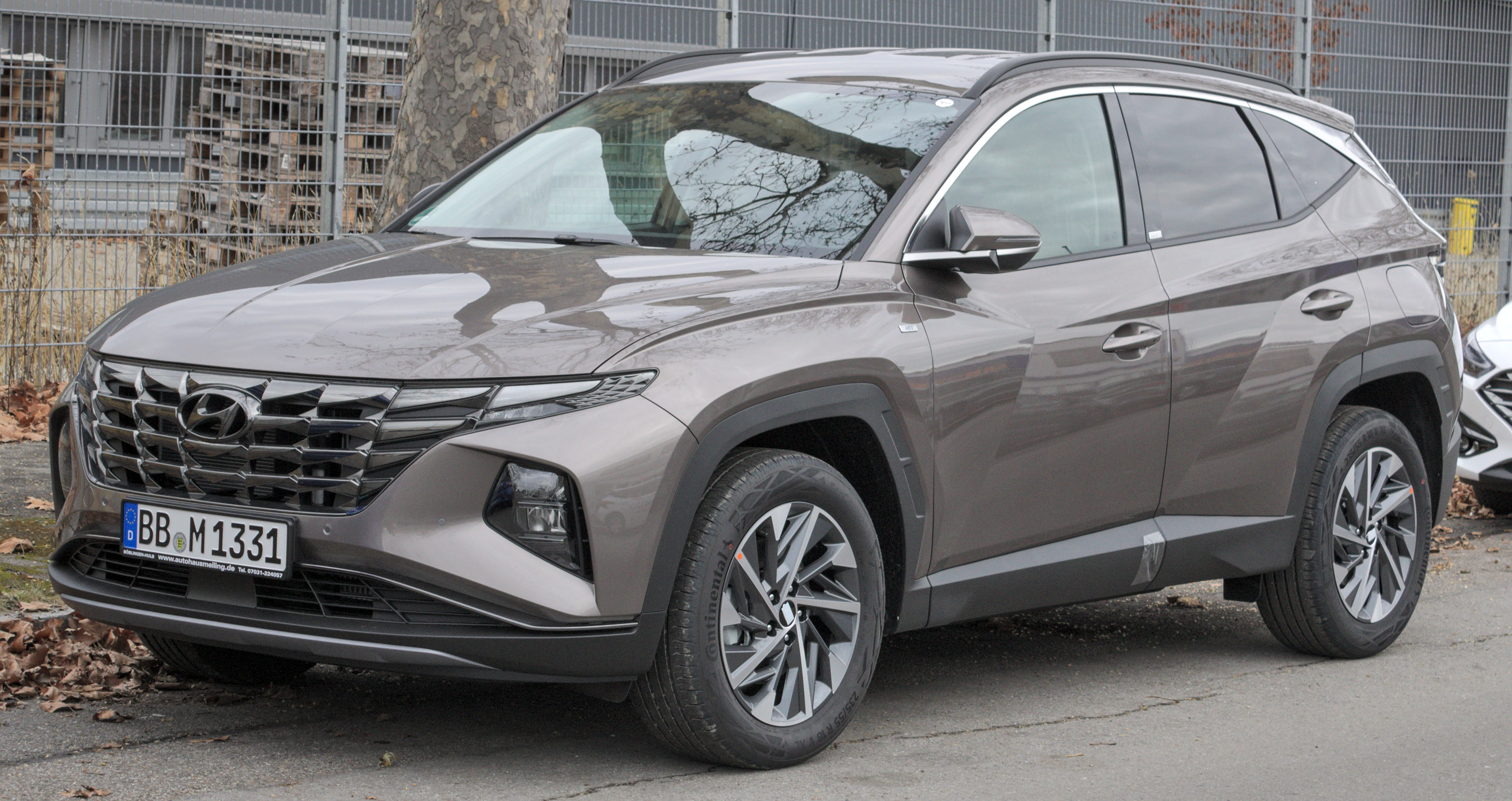
El Tucson es actualmente el vehículo Hyundai más vendido.

Hyundai ingresó temprano al mercado de los SUV crossover con el Santa Fe en 2000, seguido por el Tucson más pequeño en 2004. El Santa Fe fue un gran éxito entre los estadounidenses. y los mercados europeos, a pesar de haber recibido críticas en el pasado por el aspecto oscuro de Hyundai. Rápidamente se convirtió en el producto más vendido de Hyundai y fue una de las razones por las que Hyundai sobrevivió a pesar de que sus ventas disminuyeron. A partir de 2020, Hyundai ha vendido más de 5 260 000 unidades de Santa Fe en todo el mundo.
El Tucson de primera generación compartió su plataforma basada en Elantra con el Kia Sportage. En la mayoría de los países, además de Corea del Sur y Estados Unidos, el Tucson se retiró para el Hyundai ix35 de 2009 a 2015. Sin embargo, el nombre de Tucson se restauró para la tercera generación, donde se usaría en todos los mercados. Fue presentado en el Salón del Automóvil de Ginebra en 2015. El Tucson es el cuarto SUV más vendido del mundo en 2020, con unas ventas totales de 451 703 unidades, por debajo del Toyota RAV4, el Honda CR-V y el Volkswagen Tiguan.
A mediados de la década de 2010, Hyundai comenzó a desarrollar modelos SUV crossover más pequeños, comenzando con el Creta (ix25 en China) de 2014 y el Kona en 2017. El Kona también es consistía en una variante eléctrica híbrida y una eléctrica de batería pura. Para 2019, ambos modelos se convirtieron en el tercer y cuarto vehículo más vendido de la marca, mientras que el Creta es el SUV más vendido en Rusia desde 2016. e India en 2020. En 2021, Hyundai lanzó su primer modelo crossover SUV en el segmento de automóviles ligeros de Corea del Sur, el Casper. Es la primera incursión de la marca en el segmento en 15 años, y también el automóvil más pequeño de cualquier tipo que produce la marca.
Actualmente, Hyundai produce 12 modelos SUV crossover para diferentes mercados.

### Vehículos híbridos y eléctricos
Hyundai Motor Company comenzó a desarrollar vehículos de combustible flexible (FFV) en 1988. El vehículo de prueba fue el Scoupe modelo 1991 MY FFV. Desde marzo de 1992, en Seúl, Corea, hasta al menos noviembre de 1993, se han realizado pruebas de campo de varios FFV en más de 30 000 millas.

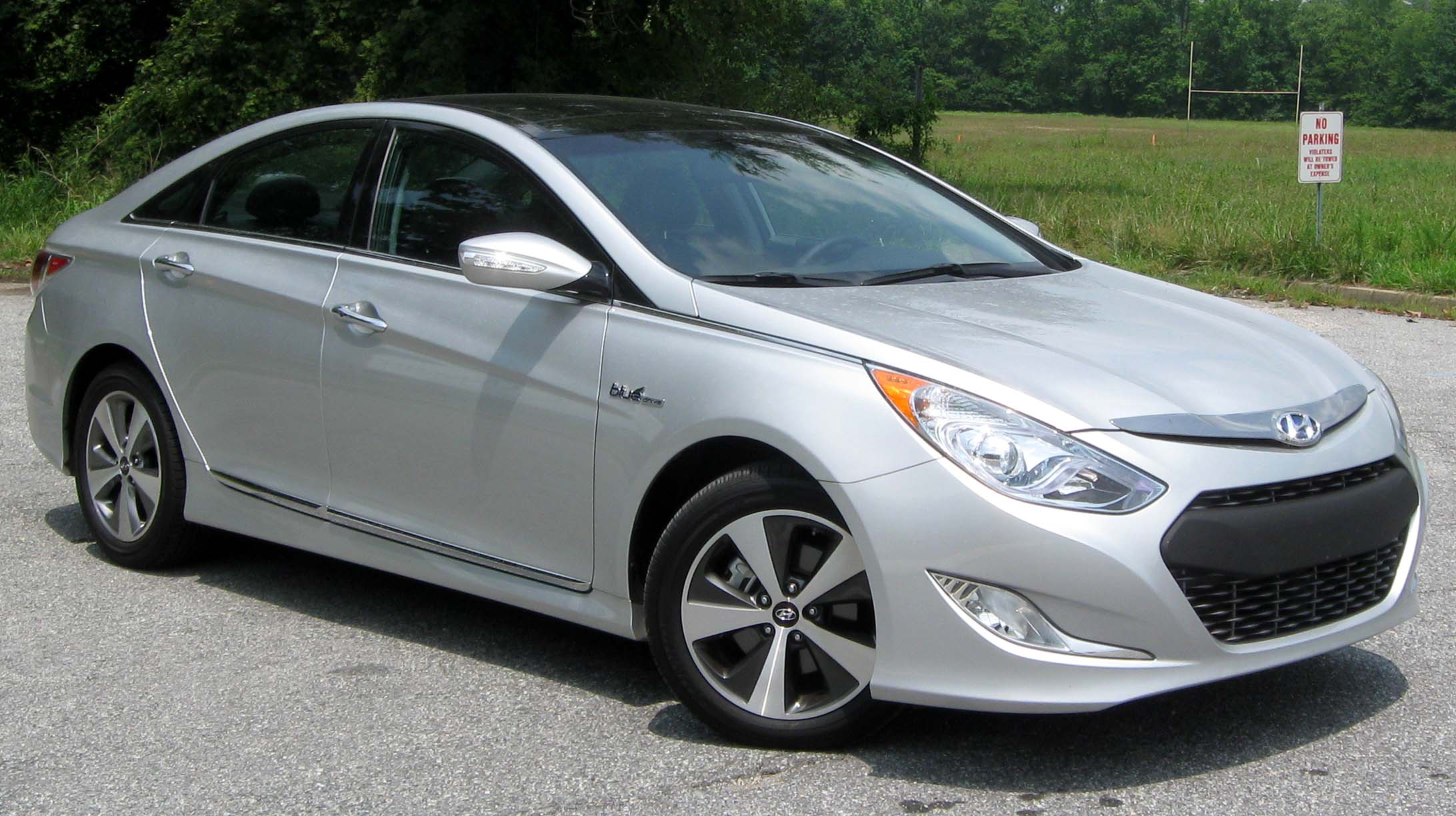
El Hyundai Sonata Hybrid usa una batería de polímero de litio liviana.

El nuevo híbrido-eléctrico FGV-1 se presentó en el Salón del automóvil de Seúl en 1995 y contó con tecnología de propulsión eléctrica permanente. El FGV-1 de 1995 fue el resultado de los primeros experimentos de Hyundai con sistemas de propulsión híbridos en 1994. El FGV-2 fue el segundo vehículo producido. La empresa utiliza el diseño de tipo "paralelo", que utiliza el motor de combustión interna o el motor eléctrico. Otros son el Elantra HEV y el Hyundai Accent HEV, que se dieron a conocer en 1999 y 2000, respectivamente.
El primer coche eléctrico puro desarrollado por Hyundai fue el Sonata Electric Vehicle en 1991. El coche comenzó como un modelo Sonata basado en un sedán. Hyundai planeó tener seis vehículos eléctricos disponibles para pruebas a finales de 1992.
Hyundai comenzó a producir vehículos eléctricos híbridos en masa en 2008. La empresa utiliza Hybrid Blue Drive, que incluye baterías de polímero de litio, en lugar de iones de litio. El nuevo híbrido Sonata hizo su debut en el Salón Internacional del Automóvil de Los Ángeles en noviembre de 2008. Las ventas del Sonata Hybrid 2011 en los EE. UU. comenzaron en febrero de 2011.
En 2009, Hyundai lanzó el Avante LPI Hybrid en el mercado interno de Corea del Sur en julio. Hyundai también exhibió el Hyundai BlueOn, un prototipo eléctrico del i10, que se presentó por primera vez en el Frankfurt Motor Show en 2009. En el 2010 Ginebra Motor Show, Hyundai presentó el i-flow, un automóvil conceptual que utiliza una variante del sistema híbrido BLUE-WILL.
Hasta marzo de 2014, las ventas globales acumuladas de modelos híbridos totalizaron 200 000 unidades, incluidos los modelos híbridos de Hyundai Motors y Kia Motors.
En 2016, Hyundai presentó el Ioniq de cinco puertas con puerta trasera para competir con el Toyota Prius. La placa de identificación Ioniq es un portmanteau de ion y único. Es el primer automóvil que se ofrece en las variantes híbrido, híbrido enchufable y totalmente eléctrico sin motor de combustión interna "estándar como única versión. La variante híbrida se lanzó en su mercado local en febrero de 2016, seguida por el modelo eléctrico en julio de 2016. La versión híbrida enchufable siguió en febrero de 2017.

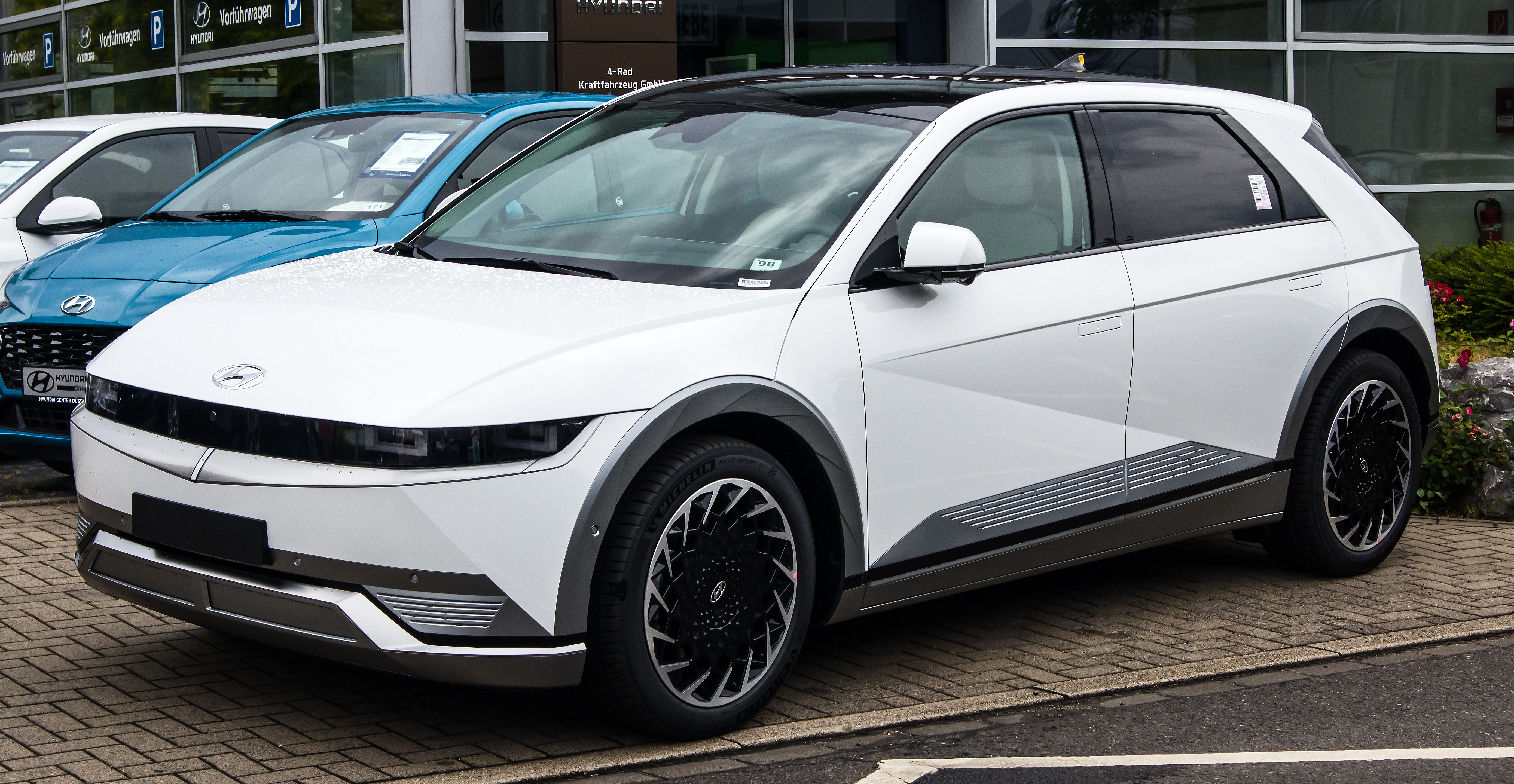
El Hyundai Ioniq 5 es el primer modelo de Hyundai desarrollado en la plataforma E-GMP.

En agosto de 2020, la compañía anunció el lanzamiento de Ioniq como su nueva marca eléctrica y confirmó tres nuevos coches eléctricos que se venderán bajo la submarca. Ioniq es la segunda marca independiente de Hyundai después del Genesis. La nueva marca utilizará la Electric Global Modular Platform (E-GMP) de Hyundai, que, según afirman, permitirá "una capacidad de carga rápida y una amplia autonomía". El fabricante de automóviles dijo que el primero de los tres nuevos modelos globales será el Ioniq 5, un crossover de tamaño mediano, que llegará a principios de 2021. Le seguirá el sedán Ioniq 6 a fines de 2022, y luego el Ioniq 7, un SUV grande. a principios de 2024. Los nuevos modelos se nombrarán numéricamente, con números pares para sedanes y números impares para SUV.
En diciembre de 2020, Hyundai Motor Group anunció detalles sobre su plataforma E-GMP que será la base de los nuevos vehículos eléctricos Hyundai y Kia a partir de 2021. Además de las marcas Hyundai, Ioniq y Kia, también se utilizará para futuros coches eléctricos Genesis. Los componentes principales de la plataforma son un paquete de baterías debajo de la cabina y un motor, transmisión e inversor todo en uno diseñados y desarrollados por Hyundai. Al agrupar los componentes, dijo Hyundai, aumentó la velocidad máxima del motor hasta en un 70 por ciento en comparación con los motores existentes, a pesar de su pequeño tamaño. La compañía afirmó que es capaz de manejar una potencia de salida de hasta  600 CV (447 kW) del sistema.
En febrero de 2020, Hyundai lanzó su primer vehículo fabricado sobre la plataforma E-GMP, el Ioniq 5. Es el primer producto que se comercializa bajo la submarca Ioniq. En su presentación, es el vehículo eléctrico más avanzado producido por Hyundai. Su batería se puede cargar del 10 al 80 por ciento en 18 minutos con sus capacidades de carga de 800 V usando un cargador de 350 kW. Se agregará una carga de cinco minutos de 100 km a su autonomía según los estándares WLTP. Su alcance máximo declarado es 480 km para la variante de tracción trasera de 72,6 kWh.
En julio de 2022, Hyundai anunció su nueva fábrica automotriz en Corea del Sur, dedicada exclusivamente a vehículos eléctricos y cuya producción comenzará en 2025. Será la primera planta de Hyundai en abrir en Corea del Sur desde 1996.

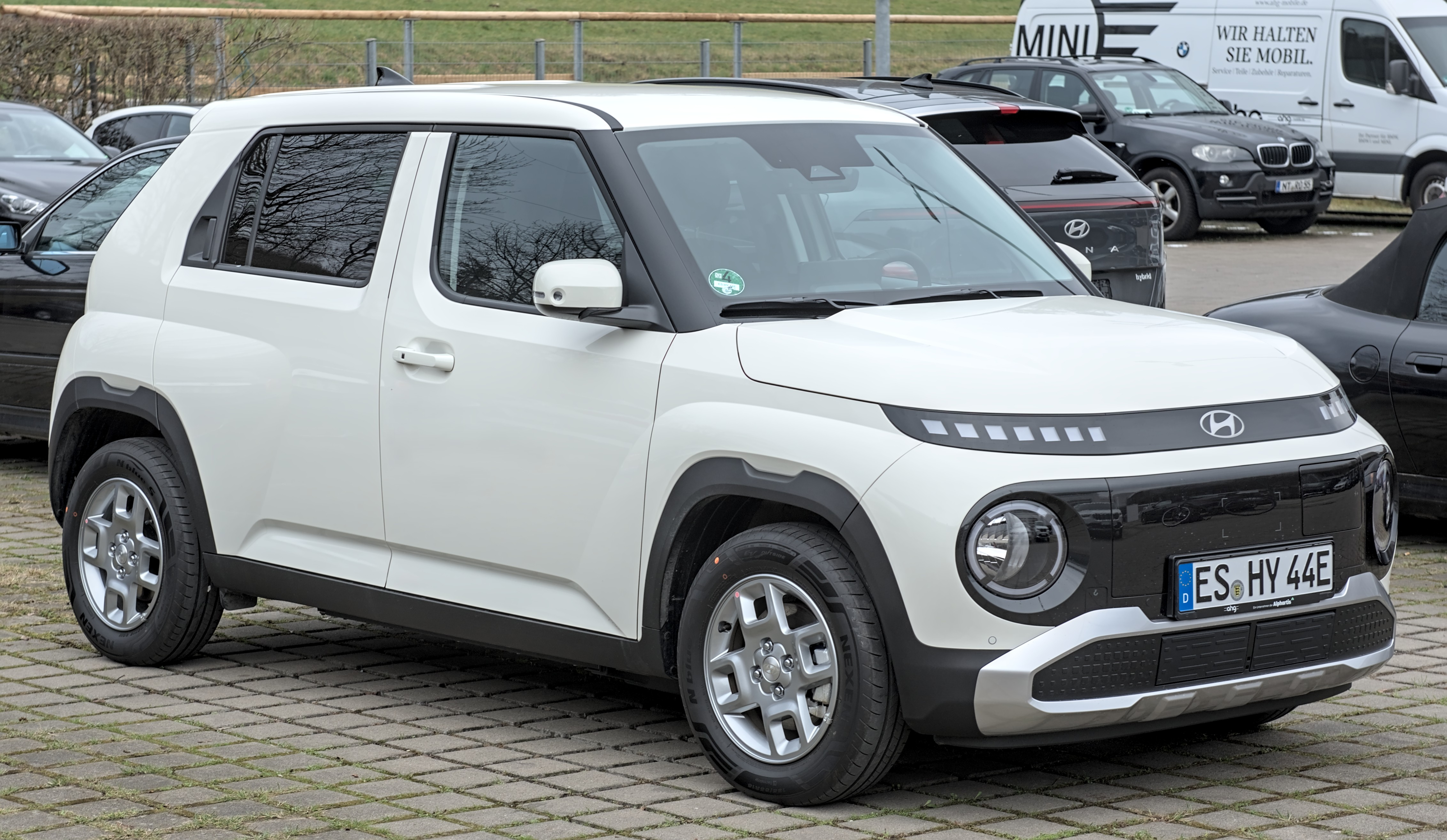
El Hyundai Inster empezó a venderse en Europa en 2025.

Actualmente, Hyundai está ampliando su línea totalmente eléctrica para incluir el Ioniq 6, que debutará en Europa en la segunda mitad de 2022, y el Ioniq 7, que se prevé que llegue al mercado en 2024.

### Vehículos de hidrógeno

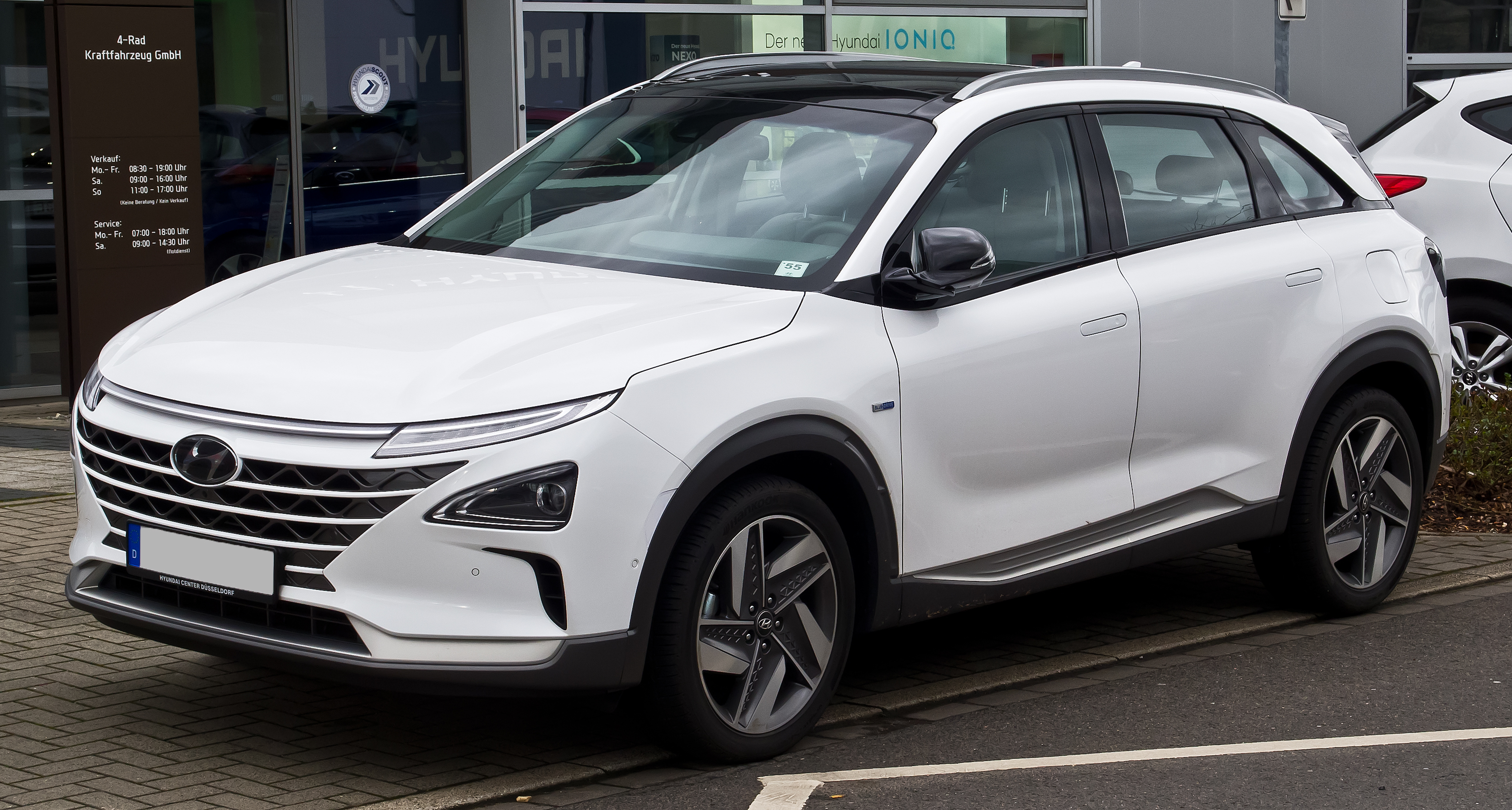
Hyundai Nexo

En marzo de 2018, Hyundai lanzó un  SUV crossover de hidrógeno, el Nexo. En octubre de 2020, las ventas nacionales de Nexo en Corea del Sur superaron los 10 000 vehículos. Hasta julio de 2020, Hyundai había exportado solo 769 vehículos a los Estados Unidos y Europa con una oferta limitada debido a la demanda interna.
En 2020, Hyundai lanzó una versión impulsada por hidrógeno de su camión Xcient, el Xcient Fuel Cell, que entregó siete vehículos a clientes en Suiza. El Xcient Fuel Cell es el primer camión de pila de combustible de hidrógeno producido en el mundo. En 2019, Hyundai formó Hyundai Hydrogen Mobility (HHM) junto con la empresa suiza H2 Energy para arrendar camiones a clientes suizos con planes de entregar 50 camiones para 2020. Hyundai eligió lanzar en Suiza porque su impuesto de circulación no se aplica a los camiones de cero emisiones y por su capacidad de producir hidrógeno usando hidráulica. HHM se asoció con Hydrospider, una empresa conjunta de H2Energy, Alpiq y Linde para producir hidrógeno y construir una infraestructura de recarga de hidrógeno en Suiza. La Xcient Fuel Cell de 34 toneladas tiene una celda de combustible de 190 kW respaldada por un paquete de baterías de 73kW que almacena energía de la celda de combustible y del frenado, siete tanques de hidrógeno, una velocidad máxima de 85 km/h, una autonomía de unos 400 kilómetros y un tiempo de repostaje de entre 8 y 20 minutos.
En 2020, Hyundai lanzó una versión impulsada por hidrógeno de su autobús Elec City, el Elec City FCEV, que tiene una capacidad de 44 pasajeros con 24 asientos y 20 asientos de pie. El autobús tiene una pila de combustible de 180 kW respaldada por un paquete de baterías de 156 kW, cinco tanques de hidrógeno, una autonomía de 434 kilómetros y un tiempo de recarga de combustible de 15 minutos. En 2020, Hyundai exportó dos autobuses a la compañía petrolera de Arabia Saudita Saudi Aramco para demostración.
En diciembre de 2021, Hyundai suspendió el desarrollo de su Genesis, y posiblemente de sus otros automóviles de hidrógeno.

### Vehículos comerciales ligeros
Hyundai Motor comenzó la producción de la furgoneta H350 (también llamada Solati) en Turquía a partir de 2015.

### Camiones y autobuses

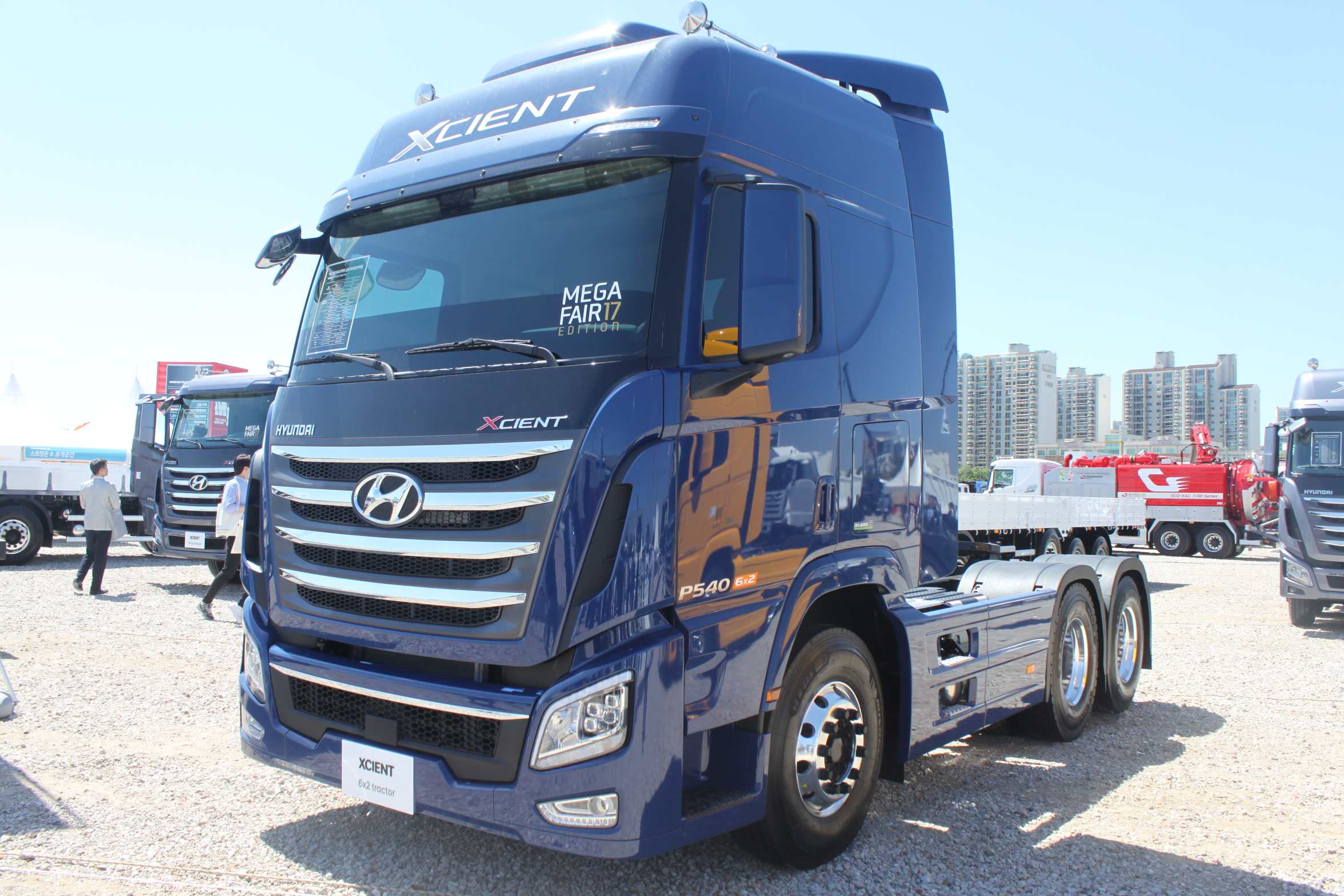
El camión 6x2 Hyundai Xcient

Bajo la división Truck & Bus, Hyundai produce varios camiones pesados y autobuses. La empresa comenzó a vender camiones en 1969 con el D-750/800, seguido del R-182 como su primer autobús en 1970.
Se estableció una empresa conjunta llamada Daimler-Hyundai Truck Corporation entre Hyundai y Daimler AG en 2000 para producir camiones y autobuses de gama media de alta tecnología en el mercado coreano a partir de 2004. Sin embargo, después de numerosos retrasos y disputas, la empresa planificada se canceló en 2004, con DaimlerChrysler vendiendo su participación del 10,65 por ciento en Hyundai Motor.

### Modelos actuales
- i10
- Grand i10
- i20
- i30/ i30 CW
- Accent / Verna
- Elantra / Avante
- i40/ CW
- ix20
- Hyundai ix25
- H1 Van/ Travel/ Starex
- H350
- Creta
- HB20
- i45

- IONIQ

- Hyundai Ioniq 5
- Sonata
- Hyundai Genesis
- Azera / Grandeur

- Casper
- Venue
- Tucson - ix35
- Santa Fe
- Veloster
- Eon
- Hyundai Genesis Coupe

- Hyundai Kona

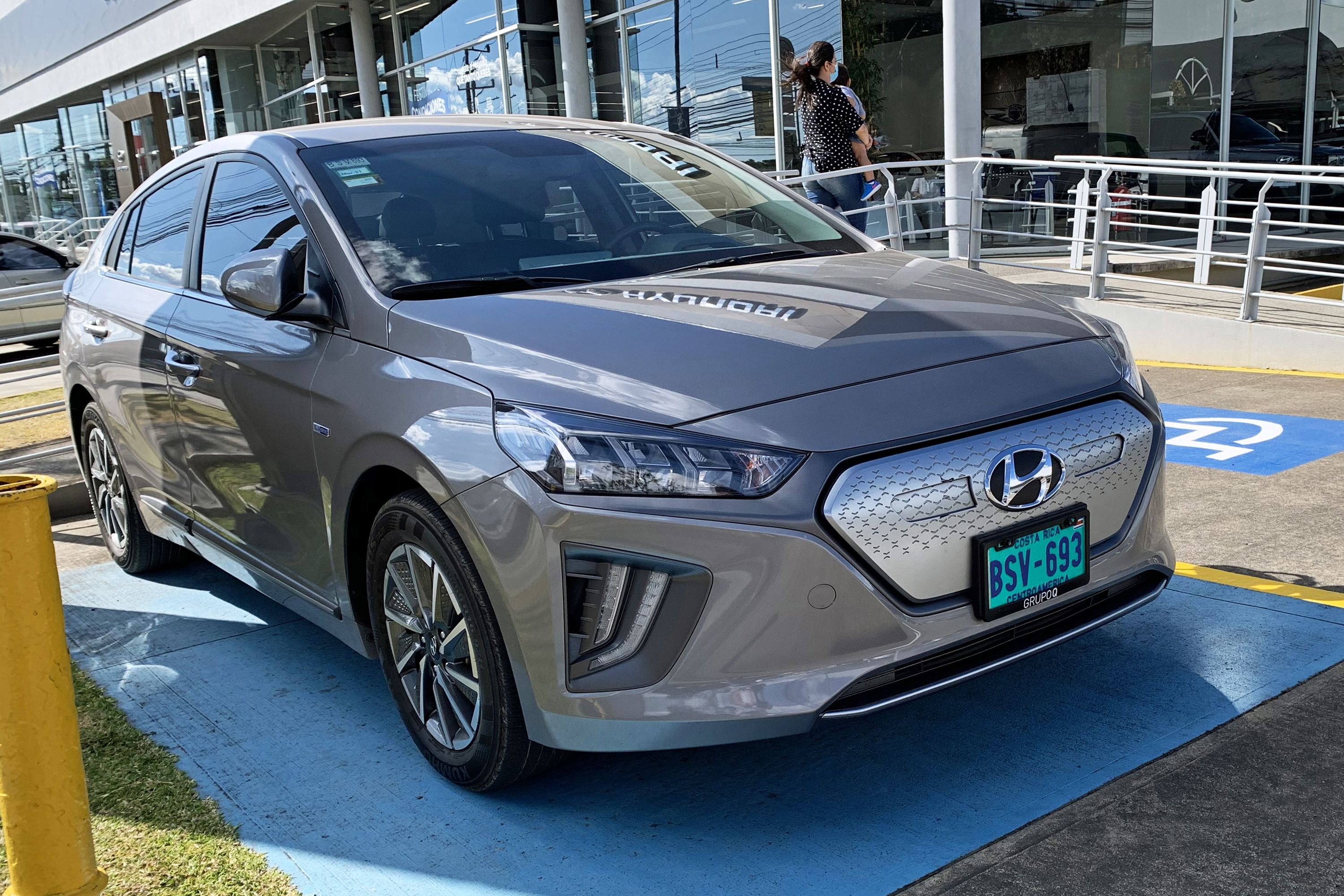
Hyundai IONIQ

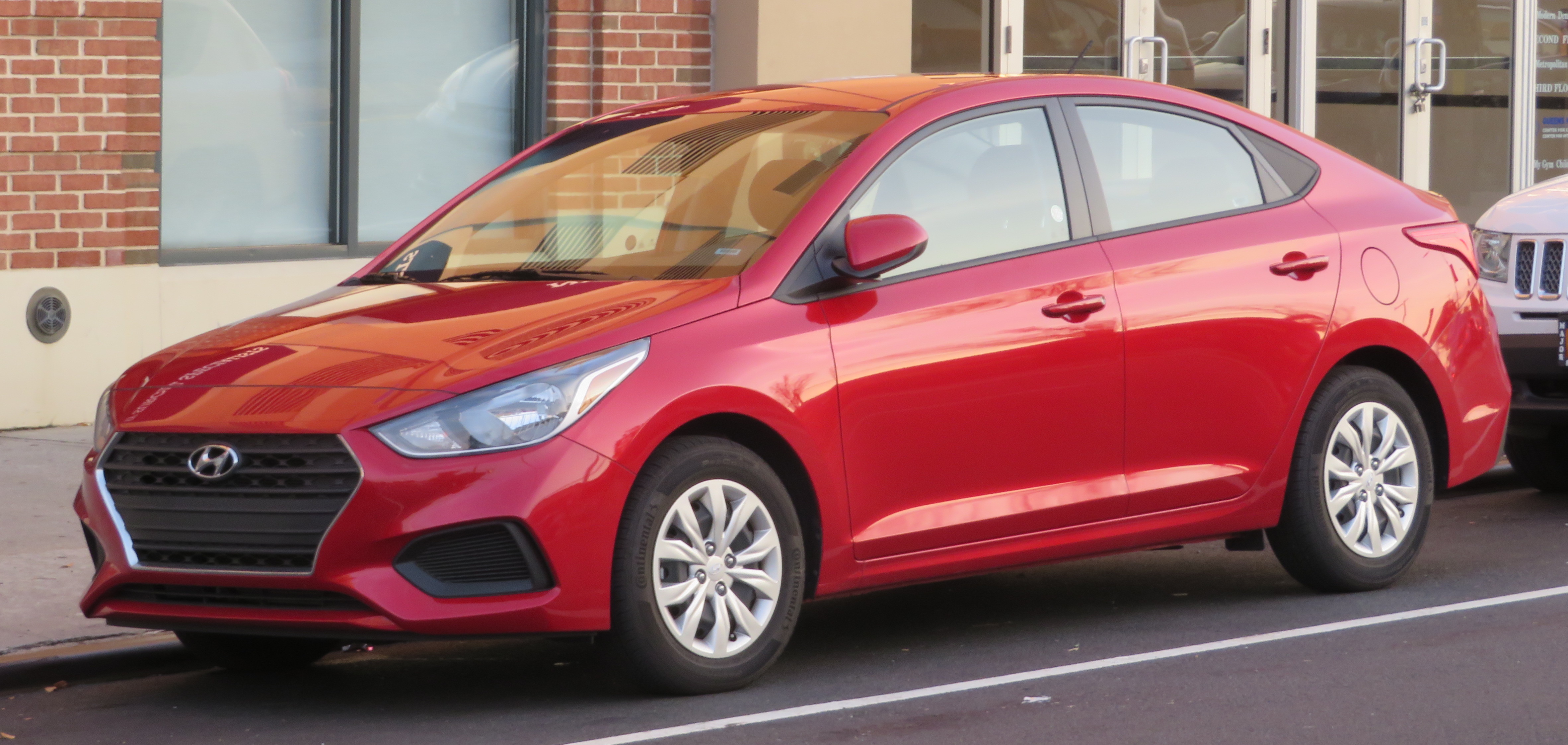
Hyundai Accent

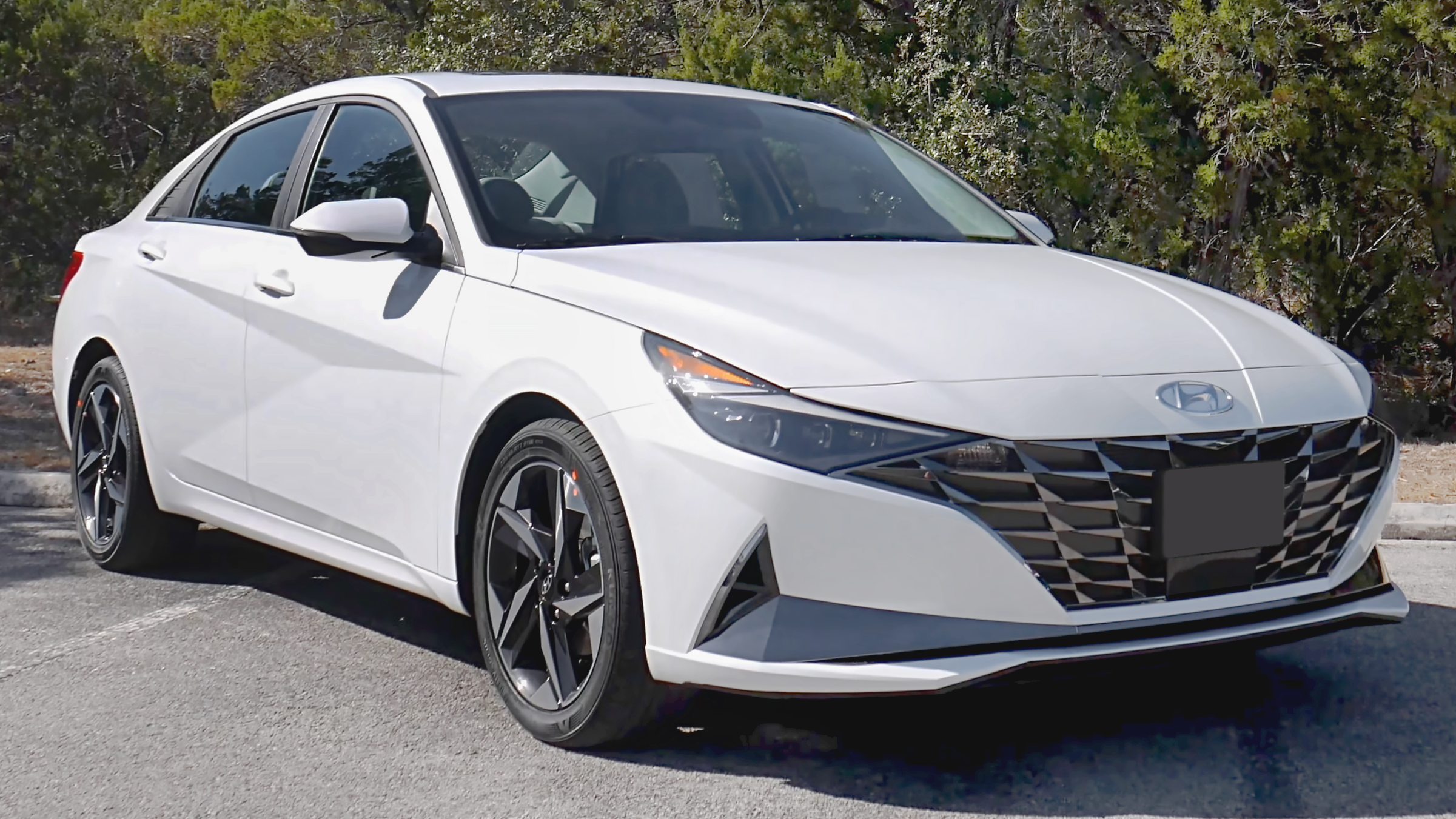
Hyundai Elantra

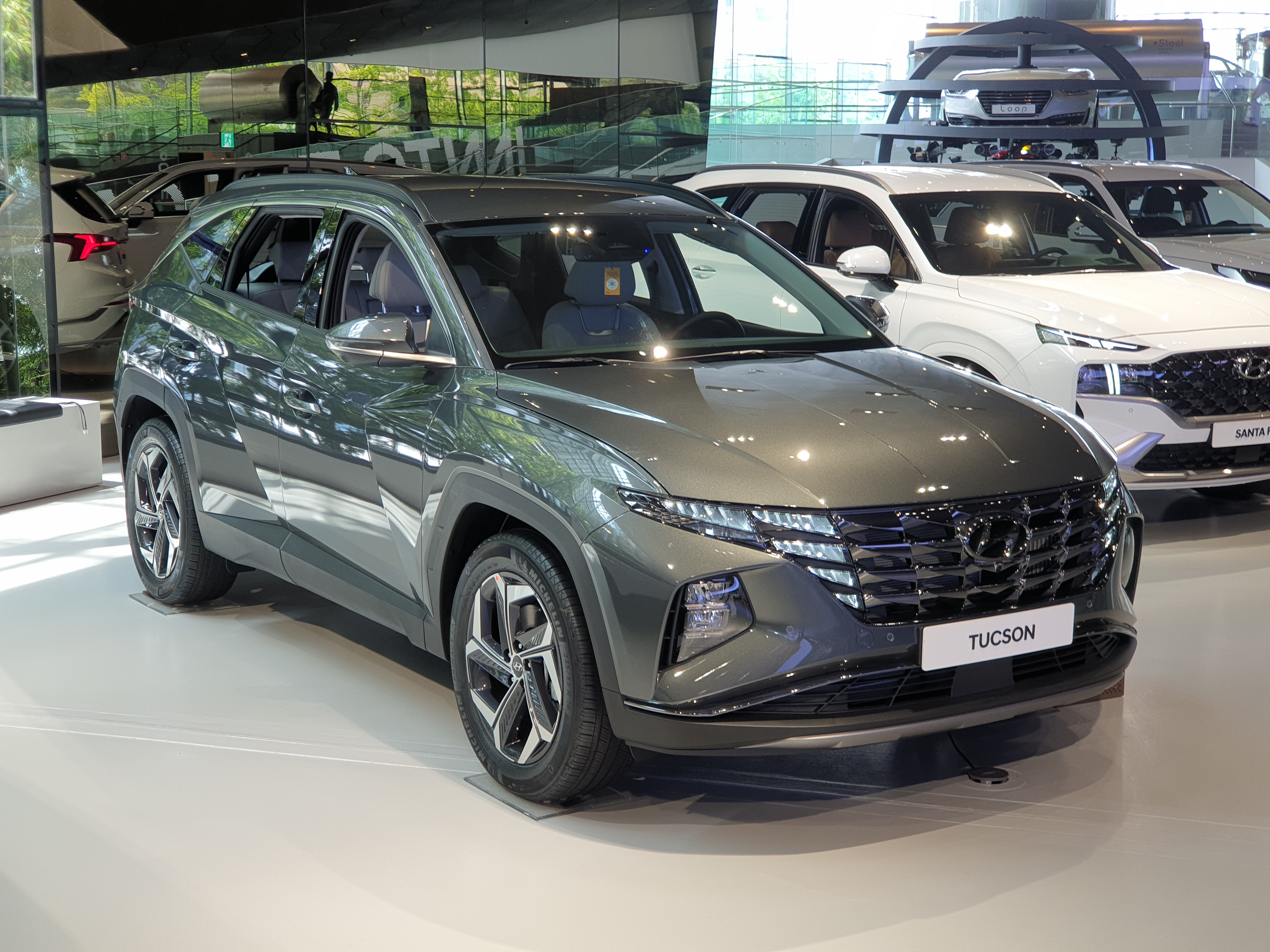
Hyundai Tucson en un concesionario Hyundai, al fondo se aprecia un Santa Fe.

- Hyundai Nexo (eléctrico a pila de hidrógeno)
- Hyundai N2025 Vision Gran Turismo
- Hyundai Kona Eléctrico
- Hyundai Staria

### Hyundai modelos anteriores
- Atos
- Getz / Click
- Coupe/ Tiburon/ Tuscani
- XG
- H100
- Matrix / Lavita
- Santamo
- Trajet
- Entourage
- Galloper
- Terracan
- Veracruz - ix55
- Equus
- Stellar
- Pony
- Excel
- Hyundai S Coupe